# Liste der Hallenkirchen in Italien
▶ Liste(n) der Hallenkirchen – Übersicht
– Siehe auch Pseudobasiliken in Italien (bisher 17 erfasst) –
Anzahl: 45, davon 1 teilw. Pseudobasilika und 3 Grenzfälle
In Italien gibt es weniger Hallenkirchen als in Deutschland, in England, in Spanien oder in Frankreich.
Etliche sind kaum bekannt, aber einige sind eigentlich sehr bekannt, nur nicht in ihrer Eigenschaft als Hallenkirche.
Da die meisten Hallenkirchen in der Gotik gebaut oder zur Hallenkirche umgestaltet wurden, ist in der Liste nur erwähnt, wenn eine Kirche einem anderen Baustil angehört.

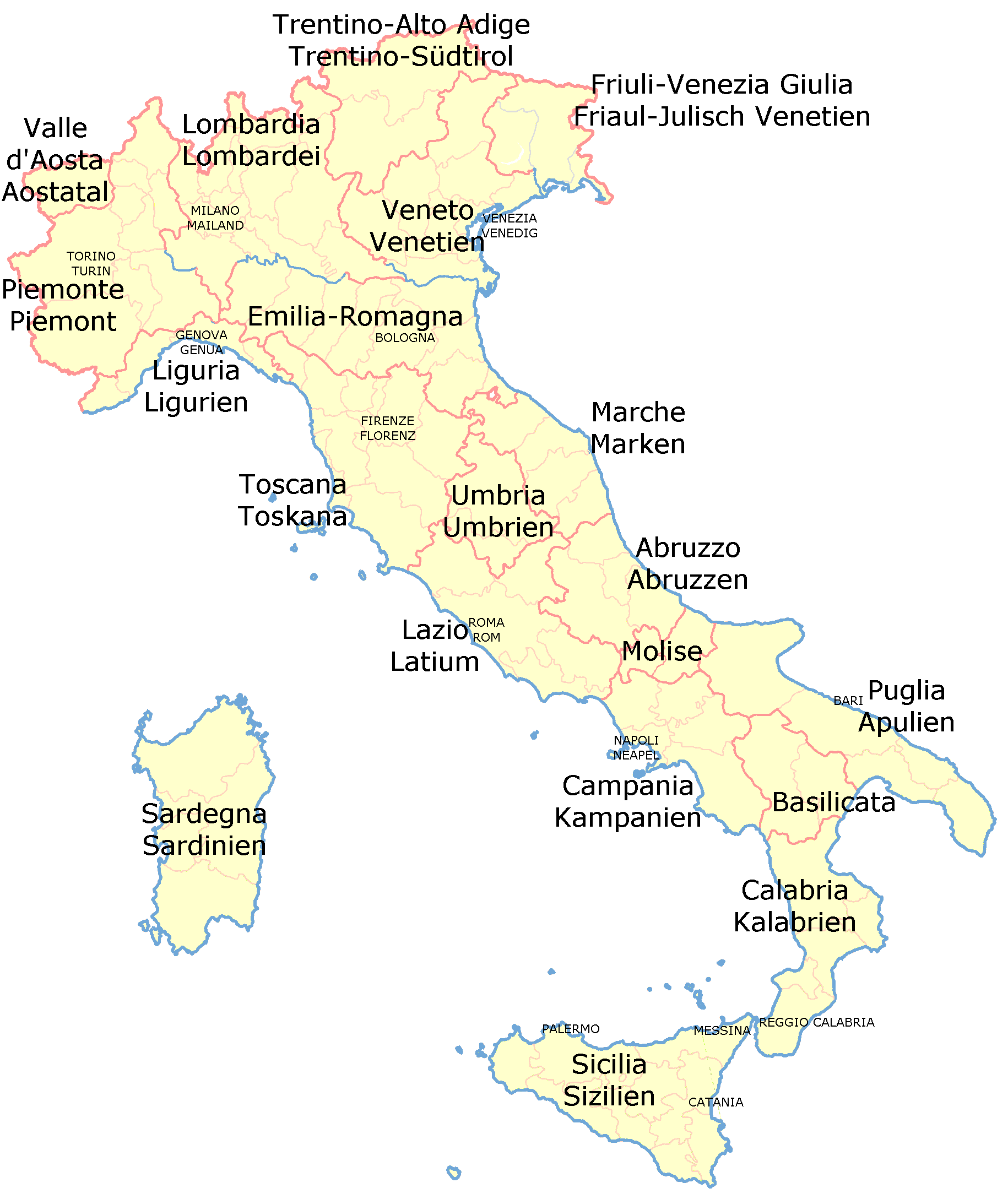
Italien: Regionen, Provinzeinteilung, Metropolitanstädte

## Abruzzen
Anzahl: 6
| Ort                                 | Name/Patrozinium                      | Bemerkungen                                                                                 | Fotos | Fotos           |
| ----------------------------------- | ------------------------------------- | ------------------------------------------------------------------------------------------- | ----- | --------------- |
| Atri, Provinz Teramo                | Duomo Santa Maria Assunta (▶INNEN)    | ungewölbte Staffelhalle                                                                     |       |                 |
| Atri, Provinz Teramo                | San Nicola (CC)                       | ungewölbt                                                                                   |       |                 |
| Campovalano, Campli, Provinz Teramo | San Pietro (CC), Ortsteil Campovalano | romanisch, dreischiffig, ungewölbt, geringe Dachneigung, aber massive Wände auf den Arkaden |       | Foto siehe Link |
| Castelnuovo, Campli, Provinz Teramo | S. Giovanni Battista (CC)             | 15. Jh., ungewölbt, zweischiffig, paralleldächer hinter eingiebliger Fassade                |       |                 |
| Città Sant’Angelo, Provinz Pescara  | San Michele Arcangelo (CC)            | Gotik u. Renaissance, barockisiert, Flachdecken                                             |       |                 |
| Pescocostanzo, Provinz L’Aquila     | S. Giovanni Battista (CC)             |                                                                                             |       |                 |

## Emilia-Romagna
| Ort      | Name/Patrozinium                | Bemerkungen                                                                               | Fotos | Fotos |
| -------- | ------------------------------- | ----------------------------------------------------------------------------------------- | ----- | ----- |
| Piacenza | San Giovanni in Canale (▶INNEN) | teils drei gleich hoch gewölbte Schiffe, teils offen zu den leicht geneigten Dachschrägen |       |       |

## Friaul-Julisch-Venetien
– Siehe auch Pseudobasiliken in Friaul-Julisch-Venetien (4) –
| Ort    | Name/Patrozinium         | Bemerkungen                                                                                 | Fotos | Fotos |
| ------ | ------------------------ | ------------------------------------------------------------------------------------------- | ----- | ----- |
| Görz   | Duomo (CC)               | 1682–1702, nach dem Ersten Weltkrieg vereinfacht wieder aufgebaut bis 1924                  |       |       |
| Triest | Cattedrale di San Giusto | 1302–1320 Zusammenfassung zweier Vorgängerkirchen, 1337 Glockenturm (1422 wieder reduziert) |       |       |

## Kampanien
– siehe auch Pseudobasiliken in Kampanien (1) –
| Ort    | Name/Patrozinium          | Bemerkungen                                                      | Fotos | Fotos |
| ------ | ------------------------- | ---------------------------------------------------------------- | ----- | ----- |
| Neapel | San Domenico Soriano (CC) | BAROCK, abgesehen von der Kuppel eine dreischiffige Hallenkirche |       |       |

## Latium
| Ort | Name/Patrozinium       | Bemerkungen | Fotos | Fotos |
| --- | ---------------------- | --- | ----- | ----- |
| Rom | Santi Quattro Coronati | Vorgänger seit 4. Jh., ab ca. 850 große Säulenbasilika, nach Zerstörung von 1084 ab 1099 Wiederaufbau des Mittelschiffs, unterteilt als Emporenhalle |       |       |

## Ligurien
– Siehe auch Psedobasilikem in Ligurien (bisher 1 erfasst) –
| Ort   | Name/Patrozinium           | Bemerkungen | Fotos | Fotos |
| ----- | -------------------------- | --- | ----- | ----- |
| Genua | Santa Maria di Castello    | im 15. Jh. Seitenschiffe auf Mittelschiffshöhe erhöht, alte Obergaden verbinden jeweils Seitenschiff und Mittelschiff |       |       |
| Genua | Santa Maria del Prato (CC) | 1172 gegründet, gotische Veränderungen, gering geneigtes Dach, offener Dachstuhl                                      |       |       |

## Lombardei
– Siehe auch Pseudobasiliken in der Lombardei (5) –
Anzahl: 5
| Ort     | Name/Patrozinium       | Bemerkungen | Fotos | Fotos |
| ------- | ---------------------- | --- | ----- | ----- |
| Lodi    | Sant’Agnese (CC)       | 1351–1404 |       |       |
| Mailand | Sant’Ambrogio          | 11. Jh., Emporenhalle mit gebundenem System, wegen des höher reichenden Mittelschiffs oft als Basilika bezeichnet, aber die Kämpfer der Mittelschiffsgewölbe liegen sogar tiefer als die der oberen Seitenschiffsgewölbe |       |       |
| Mailand | Santa Maria Rossa (CC) | zw. 1136 u. 1146 |       |       |
| Mailand | San Simpliciano        | Einwölbung 11.–13. Jh. |       |       |
| Mailand | San Vittore al Corpo   | |       |       |

## Piemont
– Siehe auch Pseudobasiliken im Piemont (2) –
Anzahl: 6, davon 1 Grenzfall zur Pseudobasilika
| Ort                                       | Name/Patrozinium                                     | Bemerkungen | Fotos | Fotos             |
| ----------------------------------------- | ---------------------------------------------------- | --- | ----- | ----------------- |
| Alagna Valsesia (Walliserdeutsch: Landen) | San Giovanni Battista (CC)                           | wohl zweischiffig |       | Innenfotos fehlen |
| Casale Monferrato                         | San Domenico (CC)                                    | 1470, Kamanile 1336, Stufenhalle                                                                                      |       |                   |
| Pinerolo                                  | San Maurizio (CC)                                    | Stufenhalle an der Grenze zur Pseudobasilika                                                                          |       |                   |
| Tortona, Pr. Alessandria                  | Santa Maria Canale (CC) ARC                          | 11., 12., 15. Jh., romanisch und gotisch, Kreuzrippengewölbe, Grenzfall Pseudobasilika/Staffelhalle                   |       |                   |
| Trino, Piemont                            | Santa Caterina d’Alessandria /San Domenico, (▶INNEN) | eine Kirche mit zwei Namen                                                                                            |       |                   |
| Vercelli                                  | San Bernardo (CC)                                    | um 1164, Südseitenschiff durchgängig, Nordseite in Kapellen geteilt, Chorpartie und Querhaus außen heute neoromanisch |       |                   |

## Sizilien
– Siehe auch Pseudobasiliken in Sizilien (1) –
Anzahl: 6
| Ort       | Name/Patrozinium                             | Bemerkungen | Fotos | Fotos                 |
| --------- | -------------------------------------------- | --- | ----- | --------------------- |
| Agrigento | San Biagio sulla Rupe (CC)                   | außerhalb der Stadt auf Fundamenten eines antiken Demeter-Tempels, wohl 12. Jh., Arkadenbögen 15. od. 16. Jh.                                                                                |       |                       |
| Messina   | Santa Maria degli Alemanni (CC)              | um 1220 vom Deutschen Orden gegründet, Grenzfall Staffelhalle/Pseudobasilika, Holzdecke, Gurtbögen des Mittelschiffs bei Erdbeben verloren, Gurtbögen der Seitenschiffe und Arkaden erhalten |       | Innenfotos siehe Link |
| Messina   | Santuario della Madonna di Dinnammare (CC)   | 1899 anstelle eines wohl byzantinischen Heiligtums |       |                       |
| Palermo   | San Cataldo                                  | arabonormannisch |       |                       |
| Palermo   | Santa Maria dell’Ammiraglio („La Martorana“) | 12. Jh., ROMANISCH |       |                       |
| Syracus   | San Giovanni Battista (CC)                   | |       |                       |

## Südtirol
Anzahl: 3
| Ort      | Name/Patrozinium               | Bemerkungen | Fotos | Fotos |
| -------- | ------------------------------ | ----------- | ----- | ----- |
| Bozen    | Dom Maria Himmelfahrt (CC)     |             |       |       |
| Meran    | St. Nikolaus                   |             |       |       |
| Sterzing | Unsere Liebe Frau im Moos (CC) |             |       |       |

## Toskana
| Ort    | Name/Patrozinium          | Bemerkungen                                | Fotos | Fotos               |
| ------ | ------------------------- | ------------------------------------------ | ----- | ------------------- |
| Pienza | Duomo Santa Maria Assunta |                                            |       |                     |
| Siena  | San Pietro a Ovile (CC)   | 13. Jh. romanisch, im 18. Jh. barockisiert |       | BeWeB mit Innenfoto |

## Umbrien
– Siehe auch Pseudobasiliken in Umbrien (1) –
Anzahl: 7
| Ort                            | Name/Patrozinium                       | Bemerkungen                                                                                                | Fotos | Fotos |
| ------------------------------ | -------------------------------------- | --- | ----- | ----- |
| Assisi, Provinz Perugia        | San Pietro (CC)                        | gleich hohe Schiffe trotz außen sichtbarer Hochschiffswand                                                 |       |       |
| Assisi, Provinz Perugia        | San Rufino (CC)                        | |       |       |
| Gualdo Tadino, Provinz Perugia | Doumo San Benedetto                    | 13. Jh. romanisch u. gotisch, 19. Jh. Neo-Renaissance                                                      |       |       |
| Gubbio, Provinz Perugia        | San Francesco (CC)                     | gleiche Kämpferhöhen von Mittelschiff und Seitenschiffen, trotz außen sichtbarer Hochschiffswand           |       |       |
| Perugia, Provinz Perugia       | Duomo (Cattedrale di San Lorenzo) (CC) | |       |       |
| Terni, Provinz Terni           | San Francesco (CC)                     | 15. Jh., Übergang Gotik/Renaissance, steingewölbtes Mittelschiff, Seitenschiffe bis unter die Dachschrägen |       |       |
| Todi, Provinz Perugia          | San Fortunato (CC)                     | |       |       |

## Venetien
– Siehe auch Pseudobasiliken in Venetien (1) –
Anzahl: 3
| Ort     | Name/Patrozinium                                                                                          | Bemerkungen                                                                                               | Fotos | Fotos |
| ------- | --- | --- | --- | --- |
| Treviso | zwei Kirchen unter einer im 16. Jh. von der karitativen Kreditanstalt Monte di Pietà genutzten Büroetage: | zwei Kirchen unter einer im 16. Jh. von der karitativen Kreditanstalt Monte di Pietà genutzten Büroetage: | zwei Kirchen unter einer im 16. Jh. von der karitativen Kreditanstalt Monte di Pietà genutzten Büroetage: | zwei Kirchen unter einer im 16. Jh. von der karitativen Kreditanstalt Monte di Pietà genutzten Büroetage: |
| Treviso | Santa Lucia (CC)                                                                                          | Kern GOTISCH                                                                                              | | |
| Treviso | San Vito (CC)                                                                                             | RENAISSANCE/BAROCK                                                                                        | | |